# Zalaistvánd
Zalaistvánd község Zala vármegyében, a Zalaegerszegi járásban.

## Fekvése
Zalaegerszegtől északkeletre, Zalaszentgróttól délnyugatra fekvő település, a Principális-völgy és a Zala folyó völgyének találkozásánál. Belterületén a 7362-es út vezet végig, amiből itt, a község déli határában ágazik ki kelet felé a 73 219-es út a zsákfalunak számító Gyűrűsre.

## Története
A település és környéke a bronzkor óta lakott hely. Nevét 1279-ben említette először oklevél, majd 1346-ban említették ismét az írásos dokumentumok Stephand néven.
Zalaistvánd egykor a kemendi váruradalom része volt, birtokosai a Gersei Pető család tagjai voltak.  Zalaistvánd környékbeli településekkel együtt a török időkben, többször elpusztult, majd lakói is elhagyták, csak a 18. század-ban népesült be újra, amikor Festetics-birtok lett.

## Közélete
A településen polgárőrség működik.

### Polgármesterei
- 1990–1994: Id. Tóth Jenő (független)[4]
- 1994–1998: Molnár István (független)[5]
- 1998–2002: Petőfi Lászlóné (független)[6]
- 2002–2006: Petőfi Lászlóné (független)[7]
- 2006–2010: Petőfi Lászlóné (független)[8]
- 2010–2014: Petőfi Lászlóné (független)[9]
- 2014–2019: Petőfi Lászlóné (független)[10]
- 2019–2024: Petőfi Lászlóné (független)[11]
- 2024– : Kustán Zoltán (független)[1]

## Népesség
A település népességének változása:
| Lakosok száma | 352  | 346  | 340  | 333  | 335  | 337  | 330  |
|               | 2013 | 2014 | 2015 | 2021 | 2022 | 2023 | 2024 |

A 2011-es népszámlálás idején a nemzetiségi megoszlás a következő volt: magyar 97,3%, német 1,5%, román 0,88%. A lakosok 43,1%-a római katolikusnak, 2,6% reformátusnak, 40,5% evangélikusnak, 5,57% felekezeten kívülinek vallotta magát (8,2% nem nyilatkozott).
2022-ben a lakosság 93,1%-a vallotta magát magyarnak, 1,2% németnek, 0,3% cigánynak, 2,7% egyéb, nem hazai nemzetiségűnek (6,9% nem nyilatkozott; a kettős identitások miatt a végösszeg nagyobb lehet 100%-nál). Vallásuk szerint 33,4% volt evangélikus, 30,1% római katolikus, 2,1% református, 1,5% egyéb katolikus, 9,9% felekezeten kívüli (23% nem válaszolt).

## Nevezetességei
- Evangélikus templom

## Híres emberek
- Péter Zoltán válogatott labdarúgó itt született.

## Régi mondások, falucsúfolók a településről
- Istvándon terem a srét. [A mondás eredete és pontos értelme sem tisztázott.][14]

## Külső hivatkozások
- Zalaistvánd az utazom.com honlapján
- Zalaistvánd honlapja